# Unutarnje morske vode
Unutarnje morske vode obalne države su vode koje se nalaze od polazne crte teritorijalnog mora u smjeru kopna. Unutarnje morske vode obuhvaćaju luke i zaljeve na obali kopna i otoka, dijelove mora između crte niske vode na obali kopna i ravne polazne crte za mjerenje širine teritorijalnog mora. Zaljevom se smatra jasno istaknuta uvala uvučena u kopno, čija je morska površina jednaka površini ili je veća od površine polukruga kojemu je duljina promjera jednaka duljini prave crte koja zatvara ulaz u zaljev. Morska površina zaljeva mjeri se od crte niske vode uzduž obale zaljeva i prave crte koja zatvara ulaz u zaljev.
Kad se određivanjem ravne polazne crte kao unutarnje morske vode obuhvate vode koje se prije toga nisu smatrale takvima, u tim će vodama postojati pravo neškodljivog prolaska. 
Unutrašnje morske vode, zajedno s teritorijalnim morem čine obalno more nad kojim se prostire suverenitet obalne države.

## Poveznice
- Teritorijalno more
- Polazna crta
- Obala